# Zeevlinder (vis)
De zeevlinder (Blennius ocellaris) is een straalvinnige vis uit het (type-)geslacht Blennius van de familie van naakte slijmvissen (Blenniidae) die behoort tot de orde van baarsachtigen (Perciformes). 

## Beschrijving
De vis kan een lengte bereiken van 20 cm. De rugvin strekt zich uit van de kop tot dicht bij de staartvin. Het voorste gedeelte van de rugvin bestaat uit 11 tot 12 lange stekels waarin een groot, donkerblauw, helder omzoomde oogvlek (zie afbeelding). In het tweede deel van de rugvin zitten nog 14 tot 16 vinstralen. De aarsvin heeft twee stekels 15 en 16 vinstralen. De zwemblaas ontbreekt bij deze bodemvis.

## Leefomgeving
De zeevlinder, Blennius ocellaris is een zoutwatervis en prefereert kustwateren in een subtropisch klimaat in de Atlantische Oceaan, van Marokko tot in het Het Kanaal en in de Middellandse Zee. De vis leeft in de buurt van rotsachtige kusten op een diepte tussen de 10 tot 400 m onder het wateroppervlak. De zeevlinder heeft een nachtelijke leefwijze; hij houdt zich overdag schuil in rotsspleten. Hij leeft van bodemfauna (macrofauna) op zandig bodems. De vis ontbreekt in de Noordzee.